# Shōkō Asahara
Pour les articles homonymes, voir Asahara et Shoko (homonymie).
Chizuo Matsumoto (松本 智津夫, Matsumoto Chizuo), plus connu sous le nom de Shōkō Asahara (麻原 彰晃, Asahara Shōkō), né le 2 mars 1955 à Yatsushiro et mort le 6 juillet 2018 à Tokyo,, est le fondateur en 1984 de la secte japonaise Aum Shinrikyō.
Condamné à mort en 2004 pour son implication dans l'attentat au gaz sarin dans le métro de Tokyo, il est exécuté par pendaison le 6 juillet 2018.

## Biographie
Shōkō Asahara est né en 1955 à Yatsushiro sur l'île de Kyūshū dans le Sud du Japon. Presque aveugle à la naissance, il est élevé dans une école pour enfants non-voyants. Il en sort en 1977 et tente l'examen d'entrée à l'université de Tokyo auquel il échoue. Il se tourne alors vers des études d'acupuncture et de médecine chinoise. Il se marie en 1978 avec Tomoko Ishii, avec qui il aura six enfants.
À la suite des attentats au sarin dans le métro de Tokyo perpétré par la secte Aum (13 morts, 6 300 blessés), il est arrêté au quartier général de l'organisation au pied du mont Fuji, le 16 mai 1995. À l'instar de Charles Manson, il n'est pas mis en cause directement mais par procuration. Sans être l'exécutant, il en reste l'unique commanditaire. Il est accusé non seulement de l'attentat de Tokyo, mais aussi d'une autre attaque au sarin à Matsumoto en juin 1994. Cet attentat aurait été réalisé dans deux buts distincts, le premier étant de tester le poison sur l'homme, le second étant d'éliminer un juge perçu par la secte comme un ennemi (7 morts, 200 blessés). Il est également accusé du meurtre d'un avocat et de sa famille qui avait dénoncé le caractère dangereux de la secte, ainsi que du lynchage de plusieurs membres de la secte. Enfin, il est accusé de fabrication d'armes, d'attaques diverses au sarin et de construction d'un laboratoire en vue d'en fabriquer.
Tout au long de son procès, il reste muet. Il ne répond à aucune des questions qui lui sont posées durant ses interrogatoires et ne communique pas plus avec ses douze avocats.
En février 2004, au terme du procès qui a duré huit ans, il est condamné à la peine capitale par pendaison. Le 15 septembre 2006, son dernier recours est épuisé, la Cour suprême japonaise rejette l'examen de son ultime appel alors que ses défenseurs plaident le déséquilibre mental, un psychiatre ayant conclu que la folie de Shōkō Asahara est feinte.
Le 11 novembre 2008, toujours en attente de son exécution, il demande la révision de son procès. En juin 2012, son exécution est à nouveau repoussée, à la suite de l'arrestation d'un complice (la loi japonaise interdisant de mettre en œuvre une exécution si des complices sont toujours en procès).
En 2003, il reste près de 1 650 adeptes au Japon et près de 300 en Russie, tandis que 189 personnes sont inculpées à divers degrés dans l'affaire Aum et 170 condamnées.
Il est exécuté par pendaison le 6 juillet 2018, en compagnie de six autres membres de la secte Aum,,,. En 2024, ses cendres furent remises à sa seconde fille.

## Publications
- 超能力「秘密の開発法」―すべてが思いのままになる! - 1986年（大和出版）
- 生死を超える ―絶対幸福の鍵を解く - 1986年
- 超能力「秘密のカリキュラム」健康編 ―癌・エイズだって怖くない!! - 1987年
- イニシエーション - 1987年
- マハーヤーナ・スートラ ―大乗ヨーガ経典 - 1988年
- 滅亡の日 ―麻原彰晃「黙示録大預言」の秘密のベールを剥ぐ - 1989年
- 滅亡から虚空へ ―続・滅亡の日 麻原彰晃の「黙示録大預言」完全解読 - 1989年
- 原始仏典講義1 - 1990年
- マハーヤーナ・スートラ PART2 - 1991年
- 創世記 - 1991年
- 人類滅亡の真実 - 1991年
- 真実の仏陀の教えはこうだ! ―幸福の科学の会員よ聞きなさい! - 1991年
- 百問百答 - 1991年
- ノストラダムス秘密の大予言 ―1999年の謎 - 1991年
- 麻原彰晃のズバリ!浮揚―28人の決定的瞬間が証明する現代の神秘! - 1991年
- 麻原彰晃のザ・サマディ―現代に甦ったいにしえの聖者の奇跡! - 1991年
- タダーガタ・アビダンマ 第1誦品～第4誦品 - 1991年・1992年
- キリスト宣言 PART1〜4 - 1991年~1993年
- 古代エジプトの秘儀を解く ―甦るクンダリニー・ヨーガ文明 - 1992年
- 色別恋人判定法 ―ズバリ明かす! バルドーの秘密 -1992年
- シンセ音楽を楽しもう ―最聖麻原彰晃尊師のベスト26 - 1992年
- もりもり智慧のわく書 ―故事成語がズバリわかる!1〜6 - 1992〜1993年
- 根源仏典シリーズ（1・3・5・11・12） - 1993年
- ボーディサットヴァ・スートラ ―完全他力本願の道を説く -1994年
- 日出づる国、災い近し ―麻原彰晃、戦慄の予言 - 1995年
- 亡国日本の悲しみ ―迷妄の魂よ、大悪業の恐怖を知れ - 1995年